# Hoplogrammicosum
Hoplogrammicosum is een kevergeslacht uit de familie van de boktorren (Cerambycidae). De wetenschappelijke naam van het geslacht werd voor het eerst geldig gepubliceerd in 1913 door Gounelle.

## Soorten
Hoplogrammicosum is monotypisch en omvat slechts de volgende soort:
- Hoplogrammicosum cinnamomeum Gounelle, 1913